# Einen Korb geben

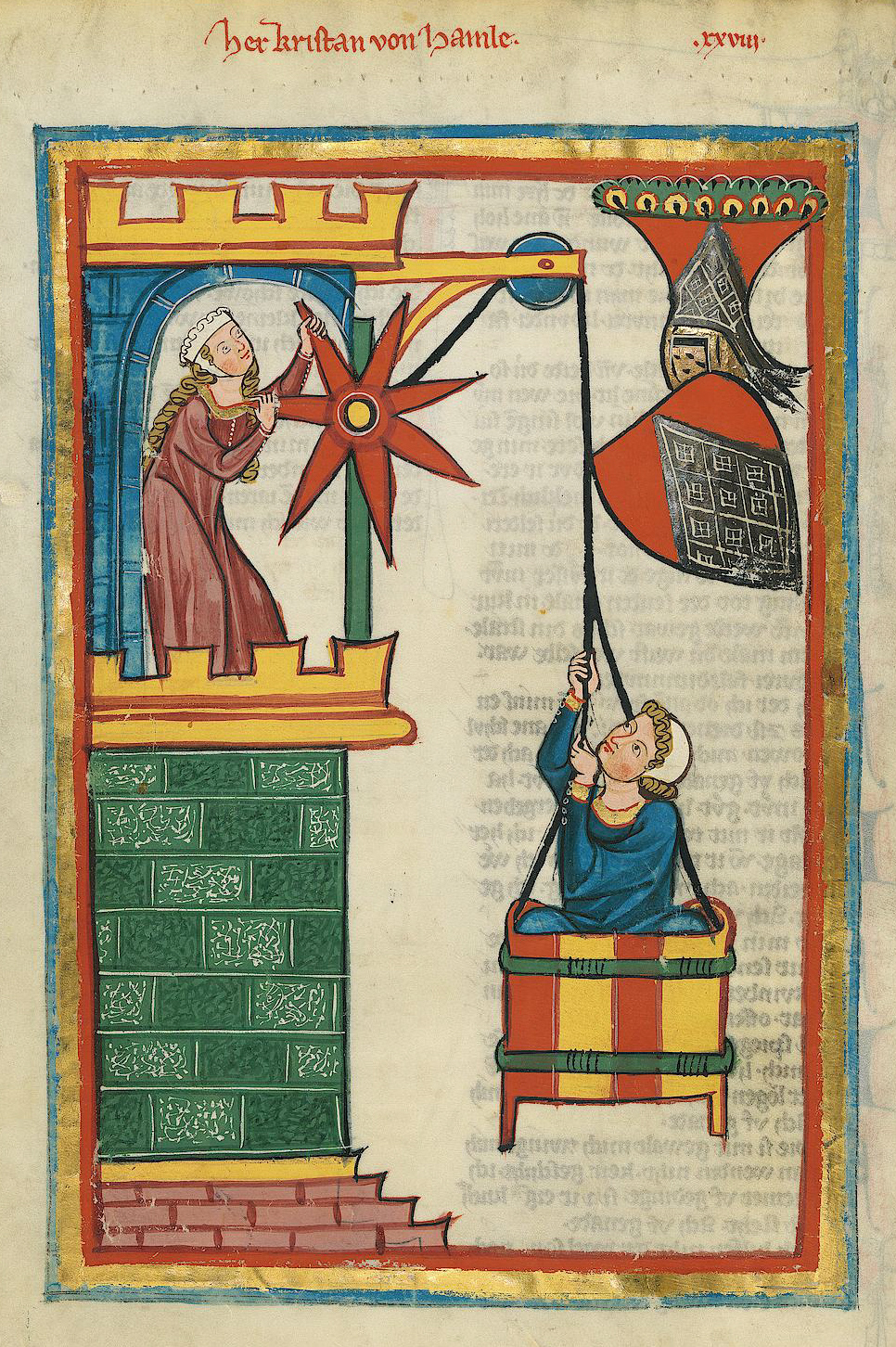
Herr Kristan von Hamle, Quelle: Große Heidelberger Liederhandschrift
(Codex Manesse, 1305 bis 1315)

Die Redewendung einen Korb bekommen, sich einen Korb holen, jemandem einen Korb geben oder durch den Korb fallen bedeutet, dass jemand bei einem Liebes-, Partnerschafts- oder Heiratsantrag abgewiesen wird.

## Mittelalter
Die Redewendung „durch den Korb fallen“ hat ihren Ursprung in der Vorstellung von folgender mittelalterlichen Sitte: Ein von einem Freier umworbenes Fräulein zog diesen nach dem Antrag in einem Korb zum Fenster hinauf. Sie konnte ihm ihre ablehnende Haltung deutlich machen, indem sie ihm einen Korb hinunter ließ, dessen Boden gelockert war. Dieser ist dann beim Heraufziehen gebrochen.
Die historische Authentizität eines solchen Brauches ist unklar; Motive unvollendeter Liebe waren in der höfischen Kultur des Mittelalters beliebt (vgl. Minne).
Das Motiv des liebestollen Freiers, der sich von seiner Angebeteten in einem Korb emporziehen lässt, war im Mittelalter in vielen Liedern und Erzählungen weit verbreitet und endet stets gleich: Die Umworbene verspricht, den Freier zu erhören und zu sich ins Bett zu lassen – nennt aber die Bedingung, dass der sich in einem Korb zu ihrem Fenster emporziehen lässt. Entweder bricht dann der gelockerte Boden und der Freier fällt zu Boden oder die Angebetete lässt ihn im Korb aus großer Höhe zurückfallen – wie zum Beispiel im Volkslied „Der werbende Schreiber“ aus dem 16. Jahrhundert (Uhland, Volkslieder) beschrieben.
In einer weiteren Variation des Motives lässt das umworbene Fräulein den Korb mitsamt Freier auf halber Höhe zu ihrem Fenster hängen, worauf dieser am nächsten Morgen zum Gespött der Leute wird. Hierauf fußt womöglich die Redensart „jemanden (in der Luft) hängen lassen“.
„Durch den Korb fallen“ für das Abweisen eines Freiers ist als Sprichwort bereits dem mittelalterlichen Meistersinger Hans Sachs (1494–1576) geläufig, der den oben beschriebenen Vorgang wie folgt besingt:

„Doch wenn er meint am festen steh/ nehmt sie ein andern zu der Eh/ als denn so ist er vor in allen Gantz spotweiss durch den Korb gefallen/ (…).“

Die Form für das weibliche Geschlecht hieße bei Sachs „durch das Sieb fallen“.

## Neuzeit
Das im 19. Jahrhundert begonnene Wörterbuch der Brüder Grimm beschreibt die Herkunft der Redensart „den Korb geben“, „den Korb bekommen“ und auch das zugehörige Verb „körben“ wie folgt:

„für ‚den korb geben‘, gekörbet werden, den korb bekommen; (…) auf der Eifel wird das körben als eine volksmäszige ehrenstrafe vollzogen an dem, der nicht seine geliebte, sondern ein andres mädchen heiratet; ‚man nimmt einen korb, dem der boden entnommen ist, und die burschen ziehen das mädchen, die mädchen den jungen mann, dem sein brautstück entgangen ist, durch denselben, indem sie ihm den korb über den kopf stecken‘.“

Meyers Konversationslexikon in der 4. Auflage (1885–1892) verortet die Herkunft der Redensart „jemandem einen Korb geben“ von der früher üblichen Sitte der Mädchen, ihre verneinende Antwort in Form eines Korbes zu erteilen. Die Redensart ist wahrscheinlich aus der Rücksendung des „Corbeille de mariage“ an den Bräutigam entstanden.
„Corbeille de mariage“ ist nach Meyers Konversationslexikon mit „Brautgeschenk“ zu übersetzen, das der Bräutigam nach französischer Sitte als verzierten Korb mit entsprechendem Inhalt überreichte.

## Brauchtum
Eine weitere Alternative zur Herkunft der Redewendung entstammt womöglich einem anderen alten, durch den Schriftsteller Karl Immermann (1796–1840) zumindest ähnlich für Westfalen beschriebenen Brauch, der in leichten Abwandlungen für andere Gegenden Deutschlands vielfach belegt ist: Wollte sich ein Mann auf den Weg zu einer Brautwerbung machen, ließ er diesen Gang und dessen voraussichtliches Datum durch einen Mittelsmann beim Brautvater andeuten. Das gab der Familie des Brautvaters Zeit, sich über den möglichen Bewerber zu beraten. Wollte der Brautvater ihn nicht zum Schwiegersohn, platzierte er an geeigneter Stelle einen geflochtenen Korb am Haus oder am Eingang zur Hofanlage. Erblickte der Freier von ferne diesen Korb, wusste er, dass sein Brautwerben aussichtslos sein würde; er hatte „einen Korb bekommen“ und konnte sich somit ohne Gesichtsverlust sofort wieder auf den Heimweg machen.
In der Region Dithmarschen verwandte man statt des Korbes eine Schaufel als Zeichen; so ist hier folgerichtig noch bis ins frühe 20. Jahrhundert alternativ die Redensart Die Schaufel bekommen / eine Schaufel bekommen überliefert.
Deutschlandradio Kultur leitet in einer Sendung im April 2008 die Herkunft der Redensart aus dem „Korbtanz“ im niederdeutschen Bereich ab, bei dem ein tanzwilliges Mägdelein auf einem Stuhl sitzt, einen Korb im Schoß. Ist es schön genug, gibt es leicht zwei Bewerber. Dem einen reicht sie den Korb, dem anderen die Hand zum Tanze. Immerhin darf sich der Abgewiesene dann hinsetzen und samt Korb warten: auf zwei Mägdelein.
Durch den Korb springen war auch eine Ehrenstrafe für leichtere Vergehen und ist beispielsweise für das Herzogtum Sachsen-Altenburg überliefert.
Ähnliches gilt für die Bestrafung von Betrügern in der Schweiz. Bereits in der Chronicon Helveticum von Aegidius Tschudi heißt es: In einen solchen Korb setzte man Leute, die andere betrogen hatten und gab ihnen weder zu essen noch zu trinken. Der Pfister Wackerbold wurde dieses Vergehens bezichtigt und in der Stadt Zürich in die Schnelle gesetzt, was ein Korb war, der emporgezogen wurde und unter dem sich eine „unsubre wüste Wasser-Pfütze“ befand. Sprang oder fiel er dort heraus, sah ein jeder an seiner verschmutzten Kleidung, dass er „beschissen“ hatte. Aus Rache für den Spott der umstehenden Leute soll Wackerbold daraufhin die Stadt angezündet und verlassen haben. Als Strafe wurden Menschen in einen oft bodenlosen Korb gesetzt und über einen Fluss gehängt, so dass sie ins Wasser springen mussten, um sich zu befreien. „[…] mit einem korb, in den man einen setzt, dem man gnad bewisen und dennoch strafen wolt. denselben liesz man wie an den galtbrunnen (ziehbrunnen) aufschnellen in einem korb … dann muszt einer in das wasser abhin springen, wolt er anders aus dem korb kommen. […] anderwärts war der korb mit durchfallendem boden oder bodenlos eingerichtet […] soll ein gartenfrevler entweder mit durchfallung des korbs oder mit der verweisung belegt (werden)“

## Sonstiges
Auch das „Durchfallen“ im Sinne des Nichtbestehens einer Prüfung ist eine Verkürzung von „durch den Korb fallen“.